# Иван Илиев (футболист)
Вижте пояснителната страница за други личности с името Иван Илиев.
Иван Господинов Илиев е бивш футболист, централен защитник. Играе за Славия от 1974 до сезон 1984/85 г. С екипа на Славия има 247 мача и 18 гола.
Има 20 мача за националния 'А' отбор и 1 гол, както и 2 срещи за 'Б' състава.
Изиграл е 11 мача за младежите (европейски шампион за младежи през 1974 г.) и 17 за юношите.
Вицешампион на България (1980 г.) Носител на Купата на България за 1975 и 1980, финалист през 1981 г.
Играл е и на финала за Балканската клубна купа през 1977 г.
Бронзов медалист (1975 и 1982 г.).
Треньор е на деца „Б“ на ПФК Академик София.